# Center for Applied Research in the Apostolate
O Centro de Pesquisa Aplicada no Apostolado (CARA) é um centro nacional de pesquisa em ciências sociais aplicadas, sem fins lucrativos, afiliado à Universidade de Georgetown, que estuda o catolicismo e a Igreja Católica. O centro foi inaugurado em março de 1965 sob seu primeiro presidente, o Cardeal John Cody, então arcebispo de Nova Orleans.

## História
As origens do Centro remontam à década de 1950, quando os superiores dos institutos missionários dos Estados Unidos pediram um "centro católico nacional para pesquisa e cooperação coordenadas em todas as coisas relativas à missão e ao desenvolvimento internacional da Igreja". Em 1961, o Arcebispo de Boston, Cardeal Richard Cushing, pediu um exame da viabilidade de tal instituição. Com o Concílio Vaticano II, o conceito de missão foi ampliado para abranger a missão total da Igreja. Reuniões subsequentes levaram à incorporação do CARA em agosto de 1963, com seu primeiro quadro de funcionários instalado em 1964.
Em outubro de 1965, o Cardeal Cody anunciou a existência do Centro em um encontro nacional de Bispos Católicos, observando que o centro "existe para nos fornecer as informações científicas e técnicas confiáveis de que necessitamos para decisões adequadas e ponderadas nas áreas muito complicadas de nosso ministério." 

## Atividades
Como um centro de pesquisa em ciências sociais aplicadas, o CARA produziu muitas pesquisas; revisões do programa; arquivamento, histórico e outras pesquisas para uma ampla gama de organizações, desde a Conferência de Bispos Católicos dos Estados Unidos até dioceses, paróquias e institutos religiosos individuais. Desde sua fundação, o Centro produziu cerca de 2.000 relatórios de pesquisa.